# 张文修
张文修（1940年10月—），男，汉族，山西翼城人，中国数学家，曾任西安交通大学教授，西安交通大学研究生院院长，中国数学会常务理事。